# Ланге, Иоганн Петер
Иога́нн Пе́тер Ла́нге (нем. Johann Peter Lange; 10 апреля 1802, Вупперталь, Королевство Пруссия — 8 июля 1884
Бонн, Кёльн, Рейнская провинция, Королевство Пруссия, Германская империя) — немецкий протестантский богослов. Отец философа и экономиста Фридриха Альберта Ланге. 

## Биография
Родился 10 апреля 1802 года в семье фермера и перевозчика из Бергишес-Ланда Иоганна Петера Ланга (позже Ланге) и его супруги Амалии Гаренфельд являвшейся дочерью пастора.
В 1821 году окончил в Дюссельдорфе среднюю школу.
В 1822—1825 года занимался изучением богословия в Боннском университете.
С 1826 года являлся пастором в различных общинах Рейнской области. 
В 1839 году пришёл на смену Юлиусу Мюллеру в Марбургском университете.
С 1841 года был профессором кафедры догматики и истории церкви в Цюрихском университете, а с 1854 года — профессором систематического богословия в Боннском университете. 
С 1860 года — консисторский советник в Кобленце, а с 1875 года — старший консисторский советник.

## Научная деятельность
Был одним из самых влиятельных положительных богословов своего времени. Автор трёхтомника «Жизнь Иисуса согласно иллюстрированным Евангелиям» (1844–1847),  «Христианской догматики» (1849–1852), обширного труда «Теологическо-гомилетическое библейское сочинение» (1861—1877) и несколько других богословских сочинений (о христианской догматике, о апостольской эпохе).

## Научные труды
- Die Lehre der heiligen Schrift von der freien und allgemeinen Gnade Gottes. Elberfeld, 1831.
- Biblische Dichtungen. 1. Bändchen. Elberfeld, 1832.
- Predigten. München, 1833.
- Biblische Dichtungen. 2. Bändchen. Elberfeld, 1834.
- Kleine polemische Gedichte. Duisburg, 1835.
- Gedichte und Sprüche aus dem Gebiete christlicher Naturbetrachtung. Duisburg, 1835.
- Die Welt des Herrn in didaktischen Gesängen. Essen, 1835.
- Die Verfinsterung der Welt. Lehrgedicht. Berlin, 1838.
- Grundzüge der urchristlichen frohen Botschaft. Duisburg, 1839.
- Homilien über Colosser 3. 1–17. Vierte Auflage. Bremen, 1844.
- Christliche Betrachtungen über zusammenhängende biblische Abschnitte für die häusliche Erbauung. Duisburg, 1841.
- Über den geschichtlichen Character der kanonischen Evangelien, insbesondere der Kindheitsgeschichte Jesu, mit Beziehung auf das Leben Jesu von D. F. Strauss. Duisburg, 1836.
- Das Land der Herrlichkeit, oder die christliche Lehre vom Himmel. Mörs, 1838.
- Vermischte Schriften, 4 Bände. Mörs, 1840–’41.
- Gedichte. Essen, 1843.
- Die kirchliche Hymnologie, oder die Lehre vom Kirchengesang. Theoretische Einleitung und Kirchenliederbuch. Zürich, 1843.
- Das Leben Jesu, 3 Bücher. Heidelberg, 1844–’47.
- Worte der Abwehr (in Beziehung auf das Leben Jesu). Zürich, 1846.
- Christliche Dogmatik, 3 Bände. Philosophische, Positive, und Angewandte Dogmatik. Heidelberg, 1847.
- Über die Neugestaltung des Verhältnisses zwischen dem Staat und der Kirche. Heidelberg, 1848.
- Neutestamentliche Zeitgedichte. Frankfurt a. M., 1849.
- Briefe eines communistischen Propheten. Breslau, 1850.
- Göthe’s religiöse Poesie. Breslau, 1850.
- Die Geschichte der Kirche, Erster Theil. Das apostolische Zeitalter, 2 Bände. Braunschweig, 1853–’54.
- Auswahl von Gast- und Gelegenheitspredigten. Zweite Ausgabe. Bonn, 1857.
- Vom Ölberge. Geistliche Dichtungen. Neue Ausgabe. Frankfurt a. M., 1858.
- Vermischte Schriften. Neue Folge, 2 Bändchen. Bielefeld, 1860.
- Theologisch-homiletisches Bibelwerk, Bielefeld, 1857